# Вивенций
Вивенций (лат. Viventius) — римский политический деятель конца IV века.
Вивенций происходил из паннонского города Сисция. В 364 году в должности квестора священного дворца он расследовал причины болезни императоров Валентиниана I и его брата Валента. В 365—367 годах Вивенций был префектом Рима.
Известно, что во время городских беспорядков, вызванных борьбой папы римского Дамасия I и антипапы Урсина, он был вынужден бежать из Рима. В 368—371 годах Вивенций был префектом претория Галлии. Вивенций умер после 384 года. У Аммиана Марцеллина он получил характеристику честного человека.